# ピエトロ・ポンポナッツィ

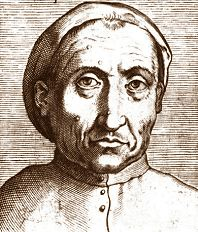
P・ポンポナッツィ

ピエトロ・ポンポナッツィ（Pietro Pomponazzi、1462年9月16日 - 1525年5月18日）はイタリアの哲学者・人文学者。

## 生涯
マントヴァに生まれる。はじめはパドヴァ大学で学び、さらに十数年その大学で講義する。1509年に大学が戦争のために閉鎖されるとフェラーラ大学に移り、ついでボローニャ大学で教えるようになる。最もポンポナッツィに近かった弟子として後の枢機卿ガスパロ・コンタリーニがいる。

## 学説
1. アフロディシアスのアレクサンドロスの影響を受け、魂の不死を否定。人間の魂は身体の死とともに「絶対的には」死ぬものであること、ただ「相対的に」のみ不死であると説いた。相対的に不死とは、人間の魂が理性的能力によって永遠の真理を知り得るかぎりにおいて、不死性にあずかっている、ということだ[4]。19世紀の文芸批評家デ・サンクティスは、ポンポナッツィが「天国と下界のつながりをこっぱみじんと砕いた。彼こそはこの世紀の真の標語であり、秘密であり、不真面目で唯物主義的な社会の哲学的良心だった」と評している[5]。
2. 神の全能・全知・善性への信仰と、悪に対する人間の責任は矛盾しており両立できない、という理由から意志の自由を否定した[6]。もし意志が自由だとしたら、それは外的原因なしに「まったく自分自身から動く」と考えなければならないが、ポンポナッツィの考えでは神以外には「動かされずに動かすもの」は存在しない[7]。
3. ポンポナッツィは神学上の真理と哲学上の真理を分けて考え、良きカトリック信者としては前者に従い、実際の判断基準は後者にあったと考えられる。奇蹟や聖遺物を攻撃し、それらを軽信者たちの想像力に帰している[8]。哲学史家はこの区別を「二重真理の説」と名づけ、ポンポナッツィがアヴェロエス派から受け継いだと考える[9]。

## 著作
- 『魂の不死について』De immortalitate animae (1516)
- 『運命論』 De fato (1567)

## 研究書
- Giovanni Di Napoli, L'immortalità dell'anima nel Rinascimento, Torino, S. E. I., 1963.
- Bruno Nardi, Studi su Pietro Pomponazzi, Firenze, Le Monnier, 1965.
- Nicola Badaloni, Cultura e vita civile tra Riforma e Controriforma, Bari, Laterza, 1973.
- Giancarlo Zannier, Ricerche sulla diffusione e fortuna del «De Incantationibus» di Pomponazzi, Firenze, La Nuova Italia, 1975.
- Eugenio Garin, Aristotelismo veneto e scienza moderna, Padova, Antenore, 1981.
- Paola Zambelli, L'ambigua natura della magia, Milano, Il Saggiatore, 1991.
- Cuttini Elisa, Unità e pluralità nella tradizione europea della filosofia pratica di Aristotele. Girolamo Savonarola, Pietro Pomponazzi e Filippo Melantone, Soveria Mannelli (CZ), Rubbettino, 2005.
- Ramberti Rita, Il problema del libero arbitrio nel pensiero di Pietro Pomponazzi, Firenze, Olschki, 2007.
- Marco Sgarbi, Pietro Pomponazzi. Tra tradizione e dissenso, Firenze, Olschki, 2010.
- Pasquale Vitale,Un aristotelismo problematico: il «De fato» di Pietro Pomponazzi, in Aristotele si dice in tanti modi, Rivista di filosofia «Lo sguardo»,ISSN: 2036-6558, n°5, 2011, pp. 120–135.